# Бемпошта (Могадору)
Бемпошта (порт. Bemposta, мирандск. Bempuosta) — район (фрегезия) в Португалии, входит в округ Браганса. Является составной частью муниципалитета Могадору. По старому административному делению входил в провинцию Траз-уж-Монтиш и Алту-Дору. Входит в экономико-статистический субрегион Алту-Траз-уш-Монтеш, который входит в Северный регион. Население составляет 712 человека на 2001 год. Занимает площадь 37,07 км².